# Політ Вікторії
«Політ Вікторії» (ісп. El vuelo de la victoria) — мексиканський телесеріал 2017 року виробництва телекомпанії Televisa‎. У головних ролях Пауліна Гото, Андрес Паласіос та Мане де ла Парра. Прем'єра відбулася 10 липня 2017—12 листопада 2017 року на телеканалі Las Estrellas.

## Сюжет
Ця історія починається двадцять два роки тому, коли Сесілія, молода жінка з багатої родини, завагітніла. За наказом батьків вона змушена кинути свою дочку. Через кілька днів Сесілія залишає свою дитину біля дверей фазенди, думаючи, що її дочка матиме вирішене майбутнє.
Однак Вікторію знаходять не власники фазенди, це Ченча, співробітник. Вона називає дівчинку Вікторією, думаючи, що її життя буде повним перемог, і виховує її як свою дочку. З ранніх років Вікторія чітко усвідомлює, що, хоча вона і бідна, їй задумано бігати, і любові сміливих ніколи не бракує, як любові Андреса, сина родини Сантібаньєсів, власників фазенди, де Вікторія живе.
Вікторія починає гіркий період свого життя після того, як її несправедливо ув'язують у віці чотирнадцяти років у місцевій виправній установі. Ставши молодим дорослим, вона потрапляє до в'язниці. Це було через Глорію Сантібаньєс, матір Андреса, яка її ненавидить. У ці роки єдиною мотивацією Вікторії було щовечора слухати радіопрограму Рауля де ла Пенья, в якій завжди є найнадихущі слова та найкращі поради, серед її поганої і темної реальності.
Тим часом в Андреса дві мети. Перший — досягти свободи Вікторії, за яку він вивчає право і закінчує її з відзнакою. Після цього він намагається досягти своєї другої мети, а саме здобути любов Вікторії.
Вікторія захоплюється своїми почуттями та виходить заміж за Андреса, але дуже скоро розуміє, що знову відчуває себе в пастці, бо Глорія робить її життя неможливим. У цей момент вона слідкує за биттям свого серця і вирушає до Мехіко, щоб здійснити свою мрію — стати професійним спортсменом.
У столиці Вікторія зустрічає Рауля де ла Пенья, яким вона захоплювалась, слухаючи в тюрмі його радіопрограму. Окрім того, що Рауль присвятив себе переслідуванню, Рауль є лікарем Олімпійського комітету, і саме тут Вікторія приступає до роботи у пошуках свого найбільшого бажання. Рауль любить Вікторію з тих пір, як зустрів її, і хоче піклуватися та захищати її. Рауль те саме з Ельзою, його дочкою, яка насправді є його племінницею, але він любить її так, ніби він її батько, бо його брат віддав її йому в молодому віці.
Андрес пізно розуміє, що Вікторія не є жінкою, яку прив'язували до фазенди, оскільки вона вже втратила багато років свободи. Андрес анулює шлюб після того, як його заволоділи ревнощами, і Вікторія має можливість зажити життя з Раулем, який дарує їй його безумовну любов і дозволяє їй здійснювати свої мрії. Вікторія віддає всю свою душу для досягнення своєї мрії й нарешті прибуває на Олімпіаду, де здобуває найвищі заслуги для своєї країни. Однак її серце спантеличене, бо їй доведеться вирішити, повернеться вона з Андресом чи вирішить бути щасливою з Раулем.

## У головних ролях
- Пауліна Гото — Вікторія Тонантзін
- Андрес Паласіос — Рауль де ла Пенья
- Мане де ла Парра — Андрес Сантібаньєс-і-Кальсада
- Сусана Досамантес — Глорія де Сантібаньєс-і-Кальсада
- Елена Рохо — Марія Ісабель де ла Пенья